# Budynek mieszkalno-usługowy przy ulicy Aleksandra Ostrowskiego 1 we Wrocławiu

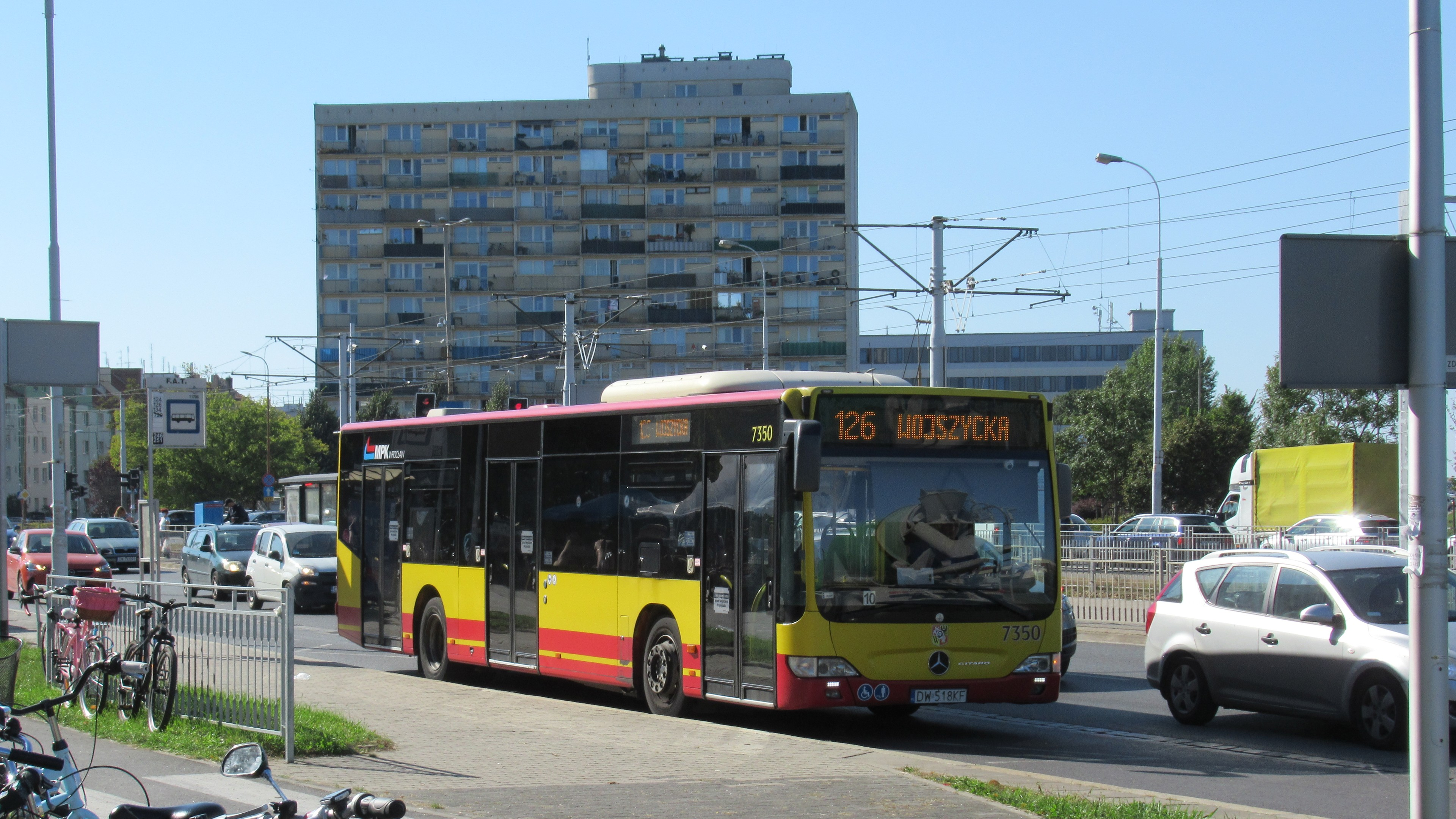
Widok z ul. Grabiszyńskiej

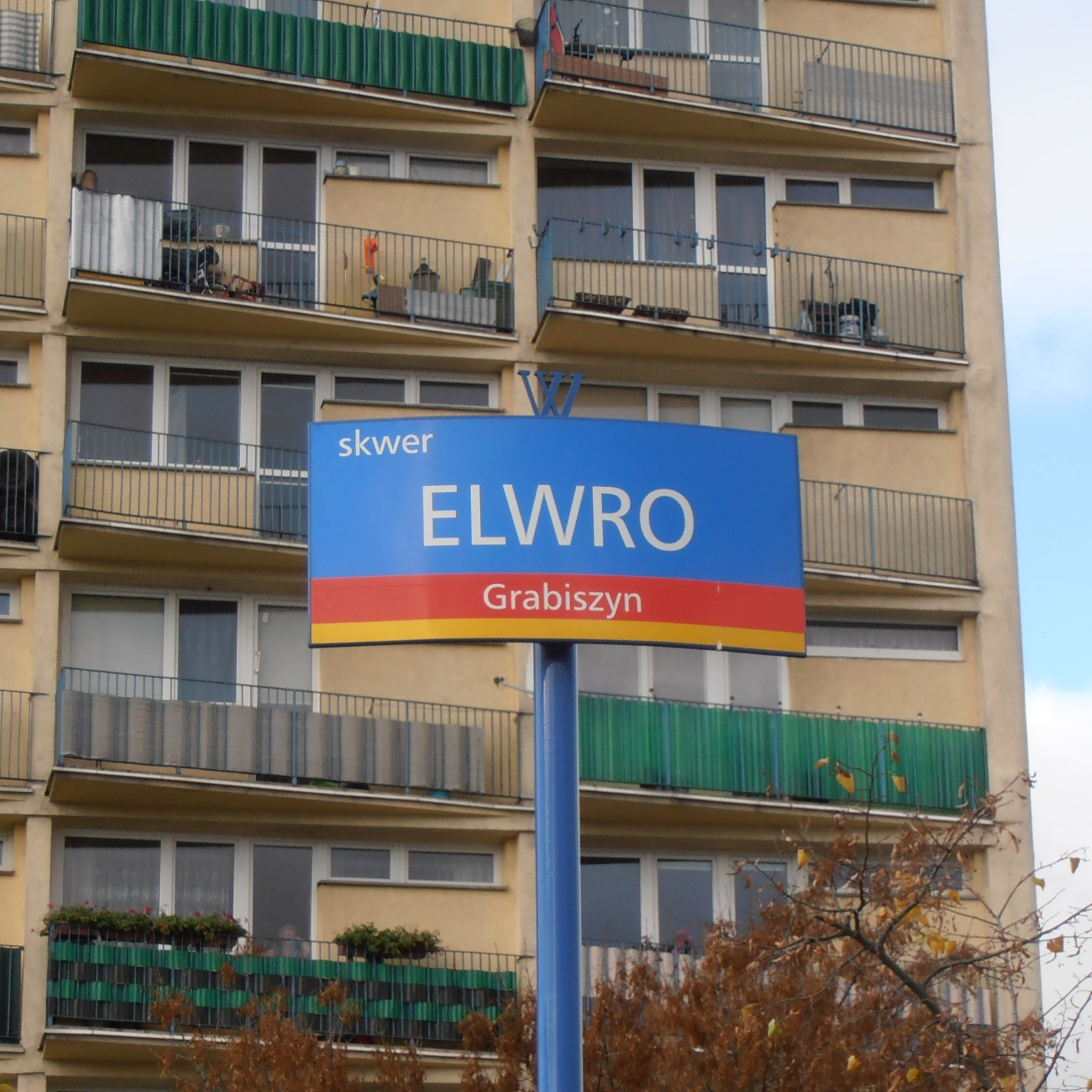
Tabliczka Skwer ELWRO na tle budynku

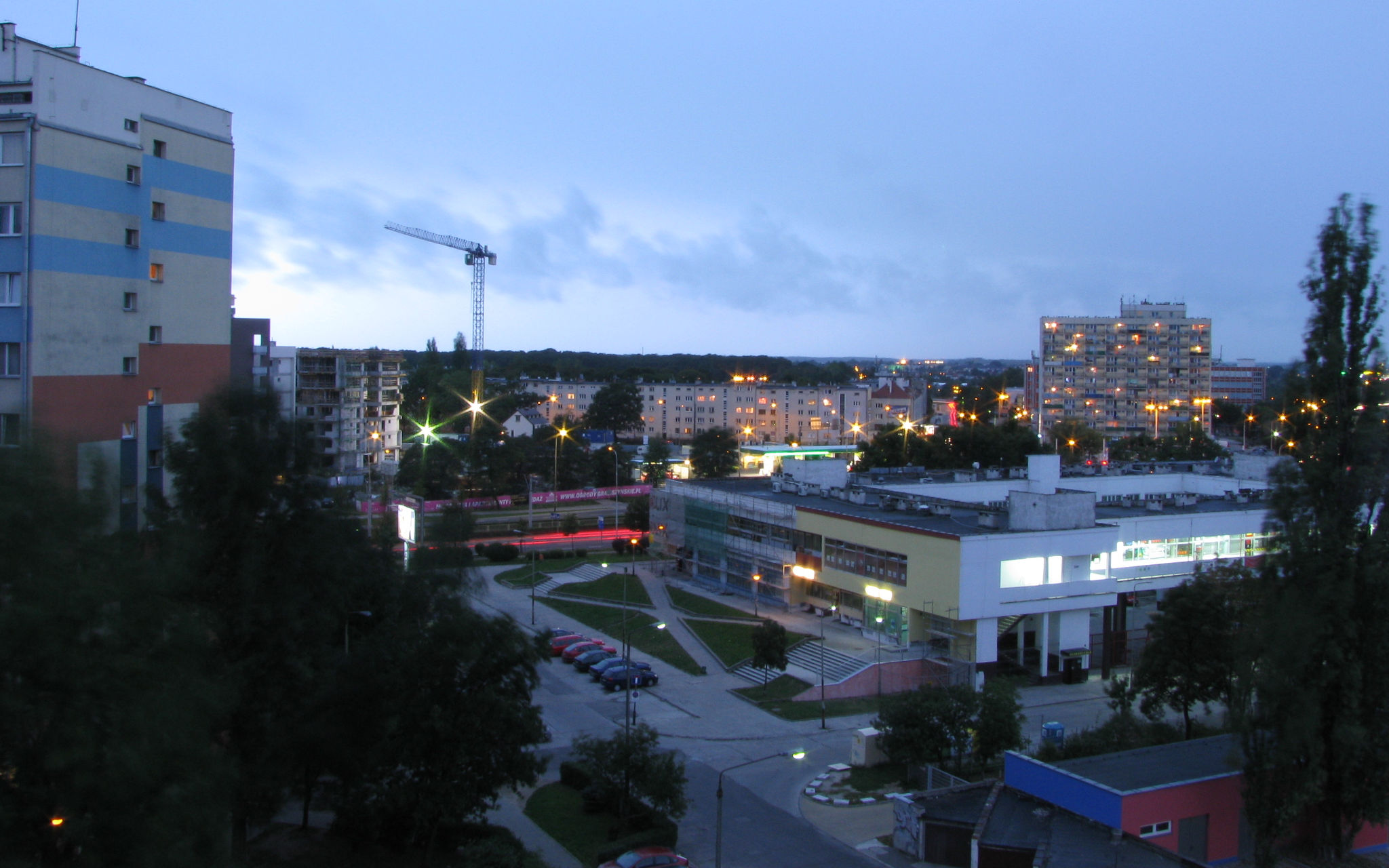
Widok z budynku przy ul. Inżynierskiej (w tle po prawej)

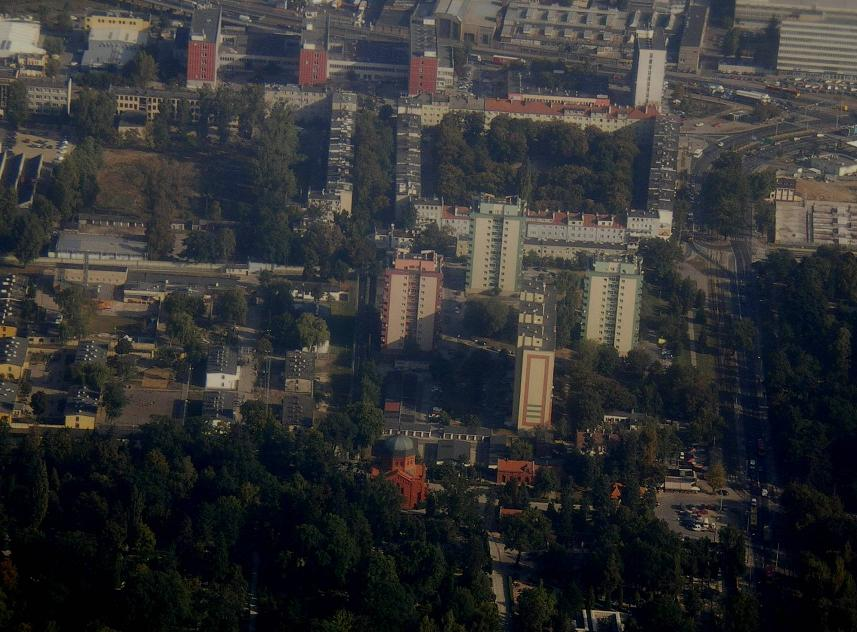
Górka Wiatraczna, budynek w lewym górnym rogu

Budynek mieszkalno-usługowy przy ulicy Aleksandra Ostrowskiego 1 – budynek mieszkalny, z usługami w parterze, położony we Wrocławiu na osiedlu Grabiszyn-Grabiszynek przy ulicy Aleksandra Ostrowskiego 1. Projekt budynku opracował Jerzy Tarnawski. Został on zbudowany w latach 1976–1979. Inwestorem były Wrocławskie Zakłady Elektroniczne Mera-Elwro. Jego budowa związana była z działaniami socjalnymi zakładów, a powstałe tu mieszkania przeznaczono dla młodych małżeństw. W budynku znajdowało się 120 mieszkań. Był on nazywany także „domem rotacyjnym” lub „domem stażysty”, a także stosowano do niego określenie „zakładowego domu mieszkalnego”.

## Historia
Powstanie budynku związane było z realizacją przez zakłady przedsięwzięć z zakresu opieki socjalnej i bytowej nad pracownikami. Była to jedna z kilku inwestycji przeprowadzonych w tamtym okresie. Projektowanie budynku powierzono Jerzemu Tarnawskiemu. Realizację robót budowlanych przeprowadzono pomiędzy 1976 a 1979 rokiem. Powstało tu 120 mieszkań, które zostały przeznaczone dla młodych małżeństw zawieranych przez pracowników Elwro. Skutkowało to częstymi zmianami w zamieszkaniu osób w budynku, co stanowiło przyczynek do powstania potocznego określenia budynku jako „dom rotacyjny” .
Po przemianach ustrojowych w Polsce i wdrażanych przekształceniach w przedsiębiorstwie, w 1992 r., po wydaniu stosownej zgody przez radę zakładową, budynek został wykreślony z ewidencji środków trwałych i przekazany do sprzedaży . W efekcie tych działań współcześnie budynek stanowi współwłasność należącą do osób fizycznych i innych osób prawnych.

## Położenie, otoczenie
Budynek położony jest przy ulicy Aleksandra Ostrowskiego 1, na osiedlu Grabiszyn-Grabiszynek we Wrocławiu, w obszarze dawnej dzielnicy Fabryczna. Obszar, w którym leży, określany jest jako wielkie osiedla blokowe. Otoczony jest ulicami: Klecińską (obwodnica śródmiejska Wrocławia), Grabiszyńską i Aleksandra Ostrowskiego, oraz nieruchomością, na której położony jest budynek dawnej przychodni zbudowanej przez Elwro dla pracowników w tym samym okresie czasu  przy ulicy Aleksandra Ostrowskiego 3 . Pomiędzy budynkiem a ulicą Grabiszyńską w ramach istniejącego tu zieleńca urządzono skwer, któremu nadano nazwę: skwer ELWRO  . W jego ramach umiejscowiono tu obelisk z inskrypcjami upamiętniającymi zakłady oraz figurkę w ramach wrocławskich krasnali, przedstawiającego postać siedzącą na liczydle, gdzie zakodowano datę otwarcia zakładów Elwro, tj. 1959 rok  .

## Budynek
Powierzchnia zabudowy budynku wynosi 502 m2. Jest to budynek o dwunastu kondygnacjach nadziemnych. Położony jest na działce gruntu o polu powierzchni wynoszącym 2 651 m². Teren przy budynku leży na wysokości bezwzględnej około 123,9 m n.p.m. (wysokość z NMT GUGIK dla współrzędnych 51.09490201520756° N 16.978402222606068° E). W budynku dominowały małe mieszkania składające się z pokoju, aneksu kuchennego i łazienki.
Nieco anegdotyczny wydźwięk ma historia ukształtowania balkonów w budynku. Projekt przewidywał ich częściowo przesłonięcie drewnianymi żaglami, wydzielającymi w ich ramach część osłoniętą i mniej widoczną z otoczenia, jak uzasadniał autor tego rozwiązania, żeby można było suszyć pranie bez epatowania przechodniów widokiem bielizny. W trakcie budowy jednak wykonawca zastosował na balkonach metalowe, zwykłe balustrady balkownowe, bez poinformowania projektanta. Jak on sam to wspomina, dopiero praca za granicami Polski uświadomiła mu, że są miejsca, gdzie z architektem ktoś się jednak liczy.
Współcześnie w budynku znajduje się między innymi sklep sieci Żabka.

## Stosowane określenia
Do budynku w różnych publikacjach można znaleźć następujące, stosowane w nich, określenia:
- „dom rotacyjny”[1][3] [4][21]
- „dom stażysty”[21]
- „zakładowy dom mieszkalny”[3] .